# Ville Valkonen
Ville Valkonen, född 2 januari 1988 i Pemar, är en finländsk politiker (Samlingspartiet). Efter att Ilkka Kanerva avled den 14 april 2022 efterträdde Valkonen honom som riksdagsledamot den 29 april 2022.
Valkonen blev omvald i riksdagen i riksdagsvalet 2023 med 5 732 röster från Egentliga Finlands valkrets.